# Ministre des Anciens Combattants (Canada)
Pour les articles homonymes, voir Ministre des Anciens Combattants.
Le ministre des Anciens Combattants (anglais : Minister of Veterans Affairs) est le ministre responsable de la politique du Gouvernement fédéral du Canada vis-à-vis des anciens combattants. Le ministère en question s’appelle Anciens Combattants Canada.

## Liste des titulaires

### Ministre du Rétablissement des soldats à la vie civile
- 1917-1921 : James Alexander Lougheed
- 1921-1921 : Robert James Manion
- 1921-1926 : Henri Sévérin Béland
- 1926-1926 : John Campbell Elliott
- 1926-1926 : Eugène Paquet
- 1926-1928 : James Horace King

Le ministère du Rétablissement des soldats à la vie civile fut amalgamée avec le ministère de la Santé en 1928 pour créer le ministère des Pensions et de la Santé nationale.

### Ministre des Pensions et de la Santé nationale
- 1930-1934 : Murray MacLaren
- 1934-1935 : Donald Matheson Sutherland
- 1935-1939 : Charles Gavan Power
- 1939-1944 : Ian Alistair Mackenzie

Le ministère des Pensions et de la Santé nationale fut scindé en 1944 pour créer le ministère de la Santé nationale et du Bien-être social et le ministère des Anciens combattants.

### Ministre des Anciens Combattants
- 1944-1948 : Ian Alistair Mackenzie
- 1948-1950 : Milton Fowler Gregg
- 1950-1957 : Hughes Lapointe
- 1957-1960 : Alfred Johnson Brooks
- 1960-1963 : Gordon Churchill (en)
- 1963-1963 : Marcel Lambert
- 1963-1968 : Roger Joseph Teillet
- 1968-1972 : Jean-Eudes Dubé
- 1972-1972 : Arthur Laing
- 1972-1979 : Daniel Joseph MacDonald
- 1979-1980 : Allan McKinnon (en)
- 1980-1982 : Daniel Joseph MacDonald
- 1982-1984 : W. Bennett Campbell
- 1984-1988 : George Hees
- 1988-1993 : Gerald Stairs Merrithew (en)
- 1993-1993 : Kim Campbell
- 1993-1993 : Peter McCreath (en)
- 1993-1996 : David Collenette
- 1996-1997 : Doug Young
- 1996-1999 : Fred Mifflin (en)
- 1999-2000 : George Baker
- 2000-2002 : Ronald Duhamel (en)
- 2002-2003 : Rey Pagtakhan (en)
- 2003-2004 : John McCallum
- 2004-2006 : Albina Guarnieri
- 2006-2010 : Gregory Francis Thompson
- 2010-2011 : Jean-Pierre Blackburn
- 2011-2013 : Steven Blaney
- 2013-2015 : Julian Fantino
- 2015-2015 : Erin O'Toole
- 2015-2017 : Kent Hehr
- 2017-2019 : Seamus O'Regan
- 2019 : Jody Wilson-Raybould
- 2019 : Harjit Sajjan (intérim)
- 2019-2023 : Lawrence MacAulay
- 2023-2024 : Ginette Petitpas Taylor
- 2024-2025 : Darren Fisher
- 2025 : Élisabeth Brière
- 2025 à aujourd'hui : Jill McKnight